# 厚岸駅
厚岸駅（あっけしえき）は、北海道厚岸郡厚岸町宮園（みやぞの）1丁目にある北海道旅客鉄道（JR北海道）根室本線（花咲線）の駅である。電報略号はアケ。事務管理コードは▲110443。

## 歴史

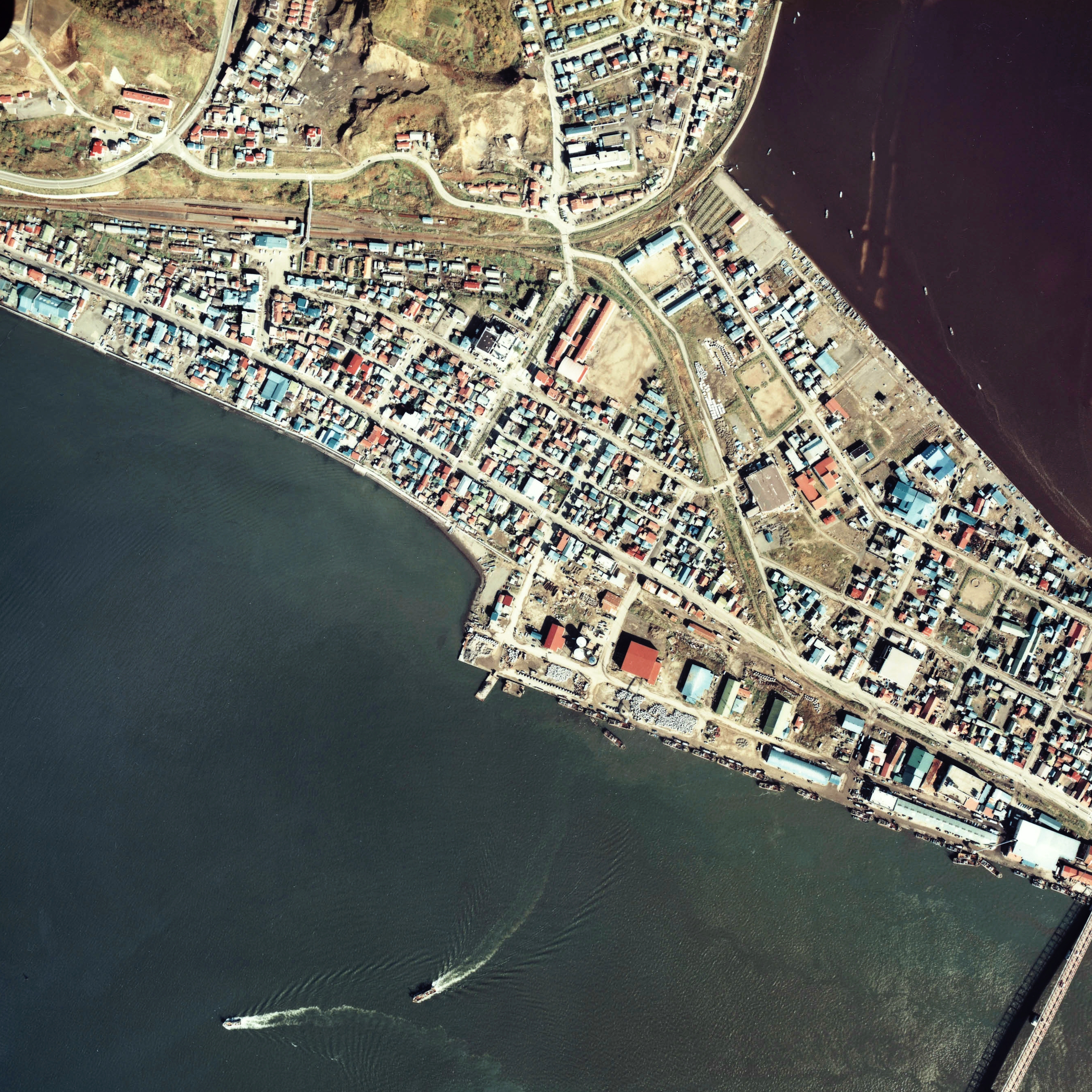
1978年の厚岸駅（左上）と貨物支線の浜厚岸駅（中央右）、周囲約1.25km範囲。右上が根室方面。厚岸駅は島式ホーム1面2線で、駅舎前に貨物積卸線、駅裏に数本の仕分または留置用の貨物線を有する。かつては駅裏の根室側に転車台と車庫を有していたが、既に痕跡も分からなくなっている。
右が厚岸湖、左が厚岸湾で、間の岬状に突き出た港湾に向け、本線の根室側から現在の厚岸大橋通に沿って南へ、この後1982年に廃止となる貨物支線が伸びている。道路を横切った先で岸壁裏に沿うように敷かれているが、スイッチバック状に左へも伸びており、貨物ホームが見える。そこが浜厚岸駅で、現在では町役場の庁舎や海事記念館などが跡地に建てられている。

### 年表
- 1917年（大正6年）12月1日：鉄道院釧路本線（→根室本線）釧路駅 - 浜厚岸駅間延伸に伴い開業[3][4]。当駅は旅客と手荷物・小荷物のみ取扱い（一般大貨物は貨物専用駅の浜厚岸駅で扱い）[3]。浜釧路機関庫厚岸駐泊所設置[5]。
- 1919年（大正8年）11月25日：当駅 - 厚床駅間が延伸開業[6]。浜厚岸駅への路線は支線となる。
- 1921年（大正10年）8月5日：浜釧路機関庫厚岸駐泊所が分庫となる[5]。
- 1925年（大正14年）6月20日：浜釧路機関庫厚岸分庫が駐泊所となる[5]。
- 1929年（昭和4年）11月14日：浜釧路機関庫厚岸駐泊所が分庫となる[5]。
- 1930年（昭和5年）6月1日：浜釧路機関庫厚岸分庫が駐泊所となる[5]。
- 1965年（昭和40年）10月13日：駅舎改築[5]。
- 1966年（昭和41年）3月30日：釧路機関区厚岸駐泊所廃止[5]。
- 1982年（昭和57年）11月15日：浜厚岸間との貨物支線廃止[5]。
- 1986年（昭和61年）11月1日：荷物扱い廃止。
- 1987年（昭和62年）4月1日：国鉄分割民営化により、北海道旅客鉄道（JR北海道）の駅となる[7]。
- 1999年（平成11年）3月22日：単式ホーム新設、使用開始[5]。
- 2014年（平成26年）7月1日：当駅の工務部門を分離し保線所に移管[JR北 1]。

### 駅名の由来
地名より。アイヌ語の「アッケウシイ」〔オヒョウニレの皮・剥ぐ・いつもする・所〕、あるいは「アッケシト」〔オヒョウニレ・下の・沼〕から転じたとされる。

## 駅構造
単式ホーム2面2線を持つ地上駅。ホーム間は跨線橋で連絡している。以前は島式ホーム1面の両側を使用する形態だったが、駅舎前に敷かれていた浜厚岸駅への貨物支線が撤去されたこともあり、跨線橋を使う不便を解消するために駅改札に直結する形で単式ホームを1面増設している。よって1番線は線路の両側にホームが設けられているが、かつて使用されていた島式ホームの1番線側には柵が設置され、乗降できないようになっている。現在は上下列車とも、基本的に増設されたホームを使う1番線に発着する。なお、跨線橋を有する駅では日本最東端である。
駅舎は鉄筋コンクリート造りで3324m2の平屋建てである。現在の駅舎は二代目で、2005年に外壁を水色に塗り替えている。
花咲線区間の途中駅では唯一の有人駅で、みどりの窓口も設置されている。また直営駅でもあり、上尾幌駅 - 浜中駅間の各駅を管理している。花咲線の運行管理は当駅で行う。

### のりば
| のりば | 路線                 | 方向 | 行先     |
| ------ | -------------------- | ---- | -------- |
| 1      | ■根室本線 （花咲線） | 上り | 釧路方面 |
| 1      | ■根室本線 （花咲線） | 下り | 根室方面 |
| 2      | ■根室本線 （花咲線） | 下り | 根室方面 |

- 2番線は対向列車がある場合に使用する。
- 釧路発22時の最終は当駅止まりである。

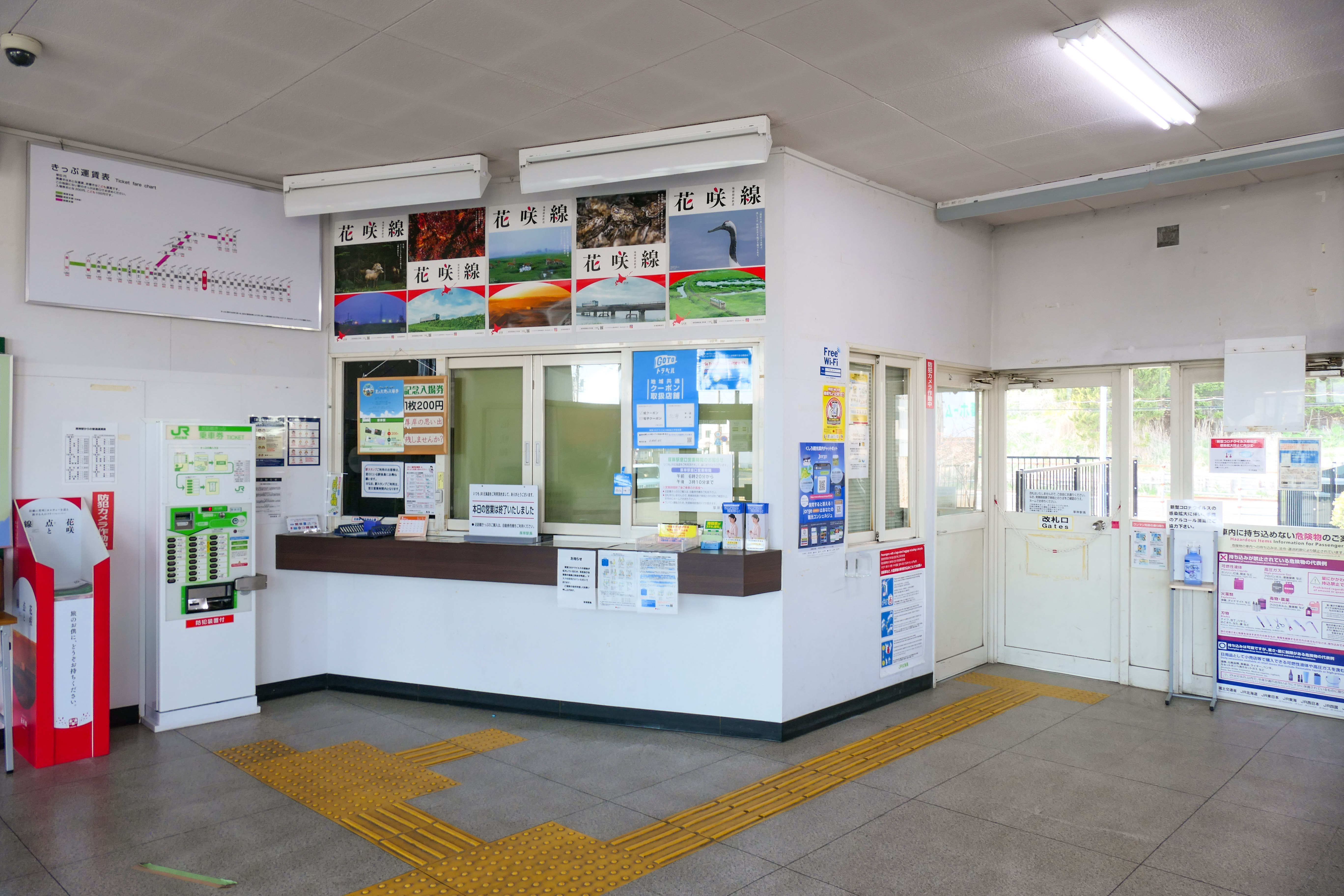
改札口（2021年5月）
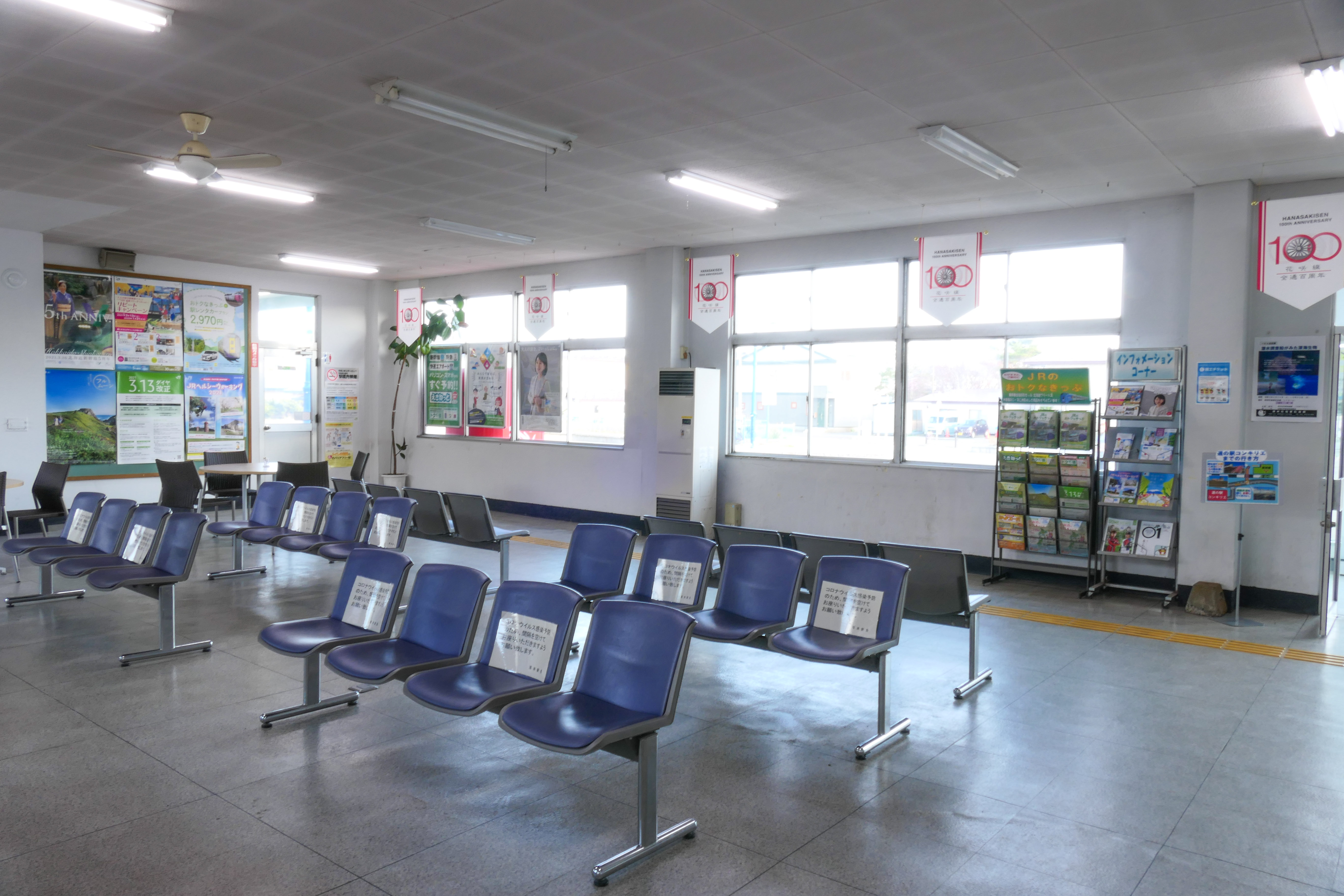
待合室（2021年5月）
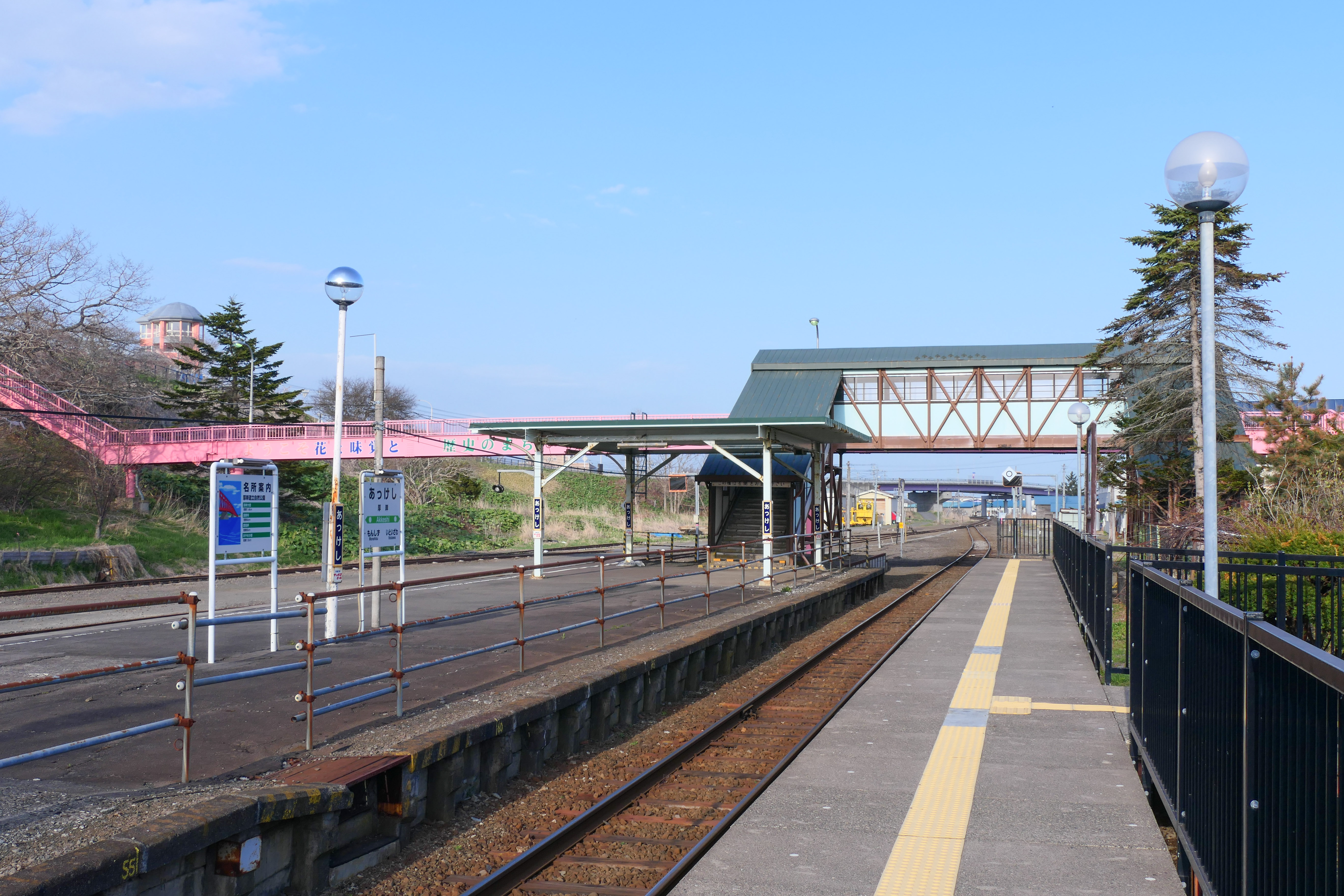
ホーム（2021年5月）

## 駅弁
氏家待合所 - かつては厚岸駅ホームで駅弁の立ち売りを行っていたが、列車本数が少ないことから2011年（平成23年）6月で営業を終了した。また、以前は事前に氏家待合所に電話し乗車する列車を伝えることで、ホームまで駅弁を届けて販売するサービスを行っていたが現在は休止中である。
主な駅弁は下記の通り。木曜定休（臨時休業あり）。
- かきめしスペシャル（かき増量）[新聞 1] - 駅弁大会では区別のために「氏家かきめし」と呼ばれる。2018年（平成30年）6月1日より、花咲線区間での「ご当地弁当」を楽しむ取り組みとして、厚岸駅を発着する一部列車（上下各3本）で、ホームまで駅弁を届けて販売するサービスを実施していたが現在は休止中である[JR北 2]。
- かきめし
- 帆立弁当 - 数量限定。ほたての炊き込み御飯の上に錦糸卵を散らし、辛く煮付けたほたてを乗せる。

## 利用状況
2021年（令和3年）時点で花咲線区間の駅としては釧路駅、東釧路駅に次いで3番目に乗車人員が多い。
乗車人員の推移は以下のとおり。年間の値のみ判明している年については、当該年度の日数で除した値を括弧書きで1日平均欄に示す。乗降人員のみが判明している場合は、1/2した値を括弧書きで記した。
また、「JR調査」については、当該の年度を最終年とする過去5年間の各調査日における平均である。
| 年度               | 乗車人員 | 乗車人員 | 乗車人員 | 出典               | 備考 |
| 年度               | 年間     | 1日平均  | JR調査   | 出典               | 備考 |
| ------------------ | -------- | -------- | -------- | ------------------ | ---- |
| 1978年（昭和53年） |          | 668      |          | [ 11 ]             |      |
| 1989年（平成元年） | 149,650  | 410      |          | [ * 2 ]            |      |
| 1990年（平成02年） | 131,400  | 360      |          | [ * 2 ]            |      |
| 1991年（平成03年） | 146,000  | 400      |          | [ * 2 ]            |      |
| 1992年（平成04年） | 156,950  | 430      |          | [ * 2 ]            |      |
| 1993年（平成05年） | 164,250  | 450      |          | [ * 2 ]            |      |
| 1994年（平成06年） | 138,700  | 380      |          | [ * 2 ]            |      |
| 1995年（平成07年） | 131,400  | 360      |          | [ * 2 ]            |      |
| 1996年（平成08年） | 116,800  | 320      |          | [ * 2 ]            |      |
| 1997年（平成09年） | 116,800  | 320      |          | [ * 2 ]            |      |
| 1998年（平成10年） | 113,150  | 310      |          | [ * 2 ]            |      |
| 1999年（平成11年） | 113,150  | 310      |          | [ * 3 ]            |      |
| 2000年（平成12年） | 120,450  | 330      |          | [ * 3 ]            |      |
| 2001年（平成13年） | 113,150  | 310      |          | [ * 3 ]            |      |
| 2002年（平成14年） | 105,850  | 290      |          | [ * 3 ]            |      |
| 2003年（平成15年） | 102,200  | 280      |          | [ * 3 ]            |      |
| 2004年（平成16年） | 98,550   | 270      |          | [ * 3 ]            |      |
| 2005年（平成17年） | 98,550   | 270      |          | [ * 3 ]            |      |
| 2006年（平成18年） | 91,250   | 250      |          | [ * 3 ]            |      |
| 2007年（平成19年） | 87,600   | 240      |          | [ * 3 ]            |      |
| 2008年（平成20年） | 87,600   | 240      |          | [ * 3 ]            |      |
| 2009年（平成21年） | 80,300   | 220      |          | [ * 3 ]            |      |
| 2010年（平成22年） | 76,650   | 210      |          | [ * 3 ]            |      |
| 2011年（平成23年） | 73,000   | 200      |          | [ * 3 ]            |      |
| 2012年（平成24年） | 72,270   | 198      |          | [ * 3 ]            |      |
| 2013年（平成25年） | 69,350   | 190      |          | [ * 3 ]            |      |
| 2014年（平成26年） | 67,525   | 185      |          | [ * 3 ]            |      |
| 2015年（平成27年） | 60,756   | 166      |          | [ * 3 ]            |      |
| 2016年（平成28年） | 54,750   | 150      | 145.0    | [ * 4 ] [ JR北 3 ] |      |
| 2017年（平成29年） | 53,655   | 147      | 141.0    | [ * 4 ] [ JR北 4 ] |      |
| 2018年（平成30年） | 49,275   | 135      | 138.6    | [ * 4 ] [ JR北 5 ] |      |
| 2019年（令和元年） | 46,482   | 127      | 135.4    | [ * 4 ] [ JR北 6 ] |      |
| 2020年（令和02年） | 37,595   | 103      | 123.8    | [ * 4 ] [ JR北 7 ] |      |
| 2021年（令和03年） | 40,880   | 112      | 121.4    | [ * 5 ] [ JR北 8 ] |      |
| 2022年（令和04年） | 41,975   | 115      | 115.6    | [ * 1 ] [ JR北 9 ] |      |

## 駅周辺

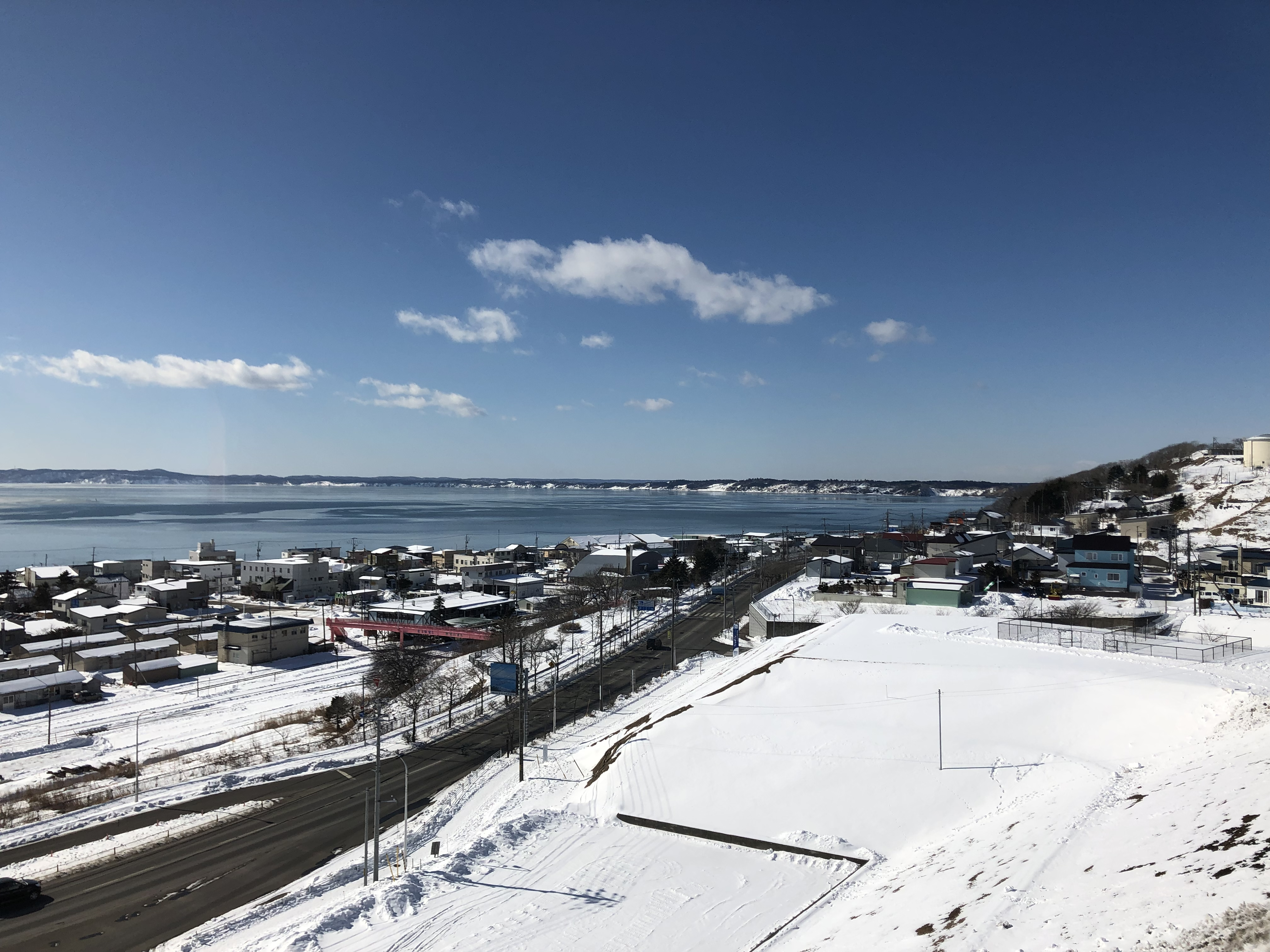
「道の駅厚岸グルメパーク」から厚岸駅方面を望む。画面中央やや左の赤い跨線橋付近が厚岸駅。奥に見えるのは厚岸湾。2019年2月撮影。

厚岸町の中心駅。付近の地区の中心地のため駅の周囲に公共施設が多い。
- 北海道道425号厚岸停車場線
- 北海道道123号別海厚岸線
- 道の駅厚岸グルメパーク
- 厚岸町役場
- 厚岸警察署
- 厚岸郵便局
- 町立厚岸病院
- 国道44号、北海道道14号厚岸標茶線
- 大地みらい信用金庫厚岸支店
- 北洋銀行厚岸支店
- 日本通運厚岸営業所
- 北海道厚岸水産高等学校
- 北海道厚岸潮見高等学校
- イオン厚岸店
- フクハラ厚岸店
- イエローグローブ厚岸店
- 厚岸港
- 厚岸大橋
- 愛冠岬
- くしろバス厚岸営業所（旧北海道旅客鉄道厚岸自動車営業所）

## バス路線
くしろバスにより厚岸町内路線、釧路市方面へ運行される。路線詳細はくしろバス#一般路線バスを参照。
厚岸町内路線のうち国泰寺方面の一部と光栄方面は、北海道旅客鉄道（JR北海道バス、現ジェイ・アール北海道バス）厚岸線廃止に伴う移管路線。標茶駅方面への路線も存在していた。

## 隣の駅
北海道旅客鉄道（JR北海道）
根室本線（花咲線）

門静駅 - 厚岸駅 - *糸魚沢駅 - 茶内駅
*打消線は廃駅
日本国有鉄道
根室本線（貨物支線） - 1982年11月15日廃止
厚岸駅 - 浜厚岸駅